# The Link (grattacielo)
The Link è un grattacielo di 241 metri (791 piedi) e 51 piani attualmente in costruzione a Puteaux, nel quartiere La Défense di Parigi, in Francia. È stato progettato dall'architetto francese Philippe Chiambaretta .
La torre ospiterà la nuova sede di TotalEnergies. Al termine, nel 2025, The Link sarà il grattacielo più alto di Francia.

## Storia
Nel luglio 2017, Total ha scelto la Link Tower per ospitare la sua nuova sede. Tra 5.500 e 6.000 dipendenti, precedentemente distribuiti in Tour Coupole e in Tour Michelet, saranno raggruppati in questo nuovo grattacielo.
L'11 giugno 2020, Groupama annuncia l'avvio del progetto The Link con la distruzione dell'edificio esistente nell'area, cui seguirà nel 2021 la costruzione vera e propria.